# 諾維塔
諾維塔是哥倫比亞的城鎮，位於該國西部，由喬科省負責管轄，距離首府基布多132公里，始建於1709年，面積1,327平方公里，海拔高度114米，2005年人口5,708。
4°57′N 76°37′W / 4.950°N 76.617°W